# Wehlen-Bastei
Die Wehlen-Bastei ist ein deutsches Dampfschiff, das früher als Personenfähre auf der Oberelbe zwischen Stadt Wehlen und Pötzscha genutzt wurde. Nach längerer Revisionpause ist es seit 2024 nach einem Umbau auf Ölfeuerung wieder betriebsbereit und wird von einem privaten Verein in der Region Meißen eingesetzt. Das Schiff gilt als technisches Denkmal.

## Geschichte
Das Stahlschiff wurde 1925 in Dresden-Übigau als Baunummer 1302 der Schiffswerft Übigau gebaut. Die Fährbetreiber Herold & Matthes übernahmen es 1928 und setzten es als ständige Personenfähre und Schleppschiff für die Wagenfähre ein. Es trug zunächst den Namen Pötzscha-Wehlen-Bastei. Im Jahr 1935 ging es in den Besitz von Herold und Weber über, später wurde es in Stadt Wehlen-Bastei umgetauft. 
Gegen Ende der 1960er Jahre erfolgte ein Umbau: Die hölzernen Kajüten wurden durch stählerne ersetzt, die vordem rechteckigen Fenster durch quadratische. Ab 1976 gehörte das Schiff zum Nahverkehr Pirna. Bis 1983 wurde es im Fährdienst genutzt, zum Schluss vorwiegend, wenn die Gierseilfähre außer Betrieb war, Hochwasser oder Eisgang herrschte. In den Jahren 1983 bis 1985 führte die Schiffswerft Laubegast eine Sanierung durch. Die Werft erneuerte damals unter anderem den Schiffsboden. Außerdem wurden die Maschine aufgearbeitet und der Kessel neu berohrt. 
Der VEB Kraftverkehr Pirna stellte 1987 als neuer Eigner des Schiffes den Antrag, es als technisches Denkmal zu deklarieren, da es sich um die letzte betriebsfähige Dampffähre auf der Elbe handelte. Zwei Jahre später wurden allerdings bei einer Revision starke Abnutzungserscheinungen an den Nieten und der Kesselsohle festgestellt. Das Schiff erhielt nur noch eine auf zwei weitere Jahre befristete Betriebserlaubnis und wurde 1991 auf Land gesetzt. Wieder kam es auf die Werft Laubegast. 
Die damalige OVPS übernahm das Schiff 1992 und taufte es um. Bis 1995 dauerten die Renovierungsarbeiten an, bei denen äußerlich der Ursprungszustand des Dampfschiffs wiederhergestellt wurde. Die Stahlaufbauten aus den 1960er Jahren wurden entfernt und durch hölzerne ersetzt. Das Innere des Schiffs wurde im Zuge dieser Arbeiten verändert: Eine Toilette, eine Bordküche und zwei Salons wurden eingebaut.
Bis 1991 durften auf Kurzstrecken 89 Passagiere das Schiff nutzen, für längere Strecken waren nur 60 Personen zulässig. Nach dem Umbau war es nur noch für 40 Passagiere zugelassen.
Mit dem Ziel der Erhaltung des Schrauben-Dampfbootes wurde im Jahr 2021 ein Verein "Dampfboot Wehlen-Bastei" e.V. gegründet.

## Weblinks

Fahrt durch Meißen im Juni 2024